# Saint-Martin-de-Lamps
Saint-Martin-de-Lamps és un municipi francès, situat al departament de l'Indre i a la regió de Centre – Vall del Loira. L'any 2007 tenia 145 habitants.

## Demografia

### Població
El 2007 la població de fet de Saint-Martin-de-Lamps era de 145 persones. Hi havia 68 famílies, de les quals 28 eren unipersonals (4 homes vivint sols i 24 dones vivint soles), 28 parelles sense fills i 12 parelles amb fills.
La població ha evolucionat segons el següent gràfic:
Habitants censats

### Habitatges
El 2007 hi havia 97 habitatges, 73 eren l'habitatge principal de la família, 20 eren segones residències i 4 estaven desocupats. 92 eren cases i 5 eren apartaments. Dels 73 habitatges principals, 53 estaven ocupats pels seus propietaris, 17 estaven llogats i ocupats pels llogaters i 3 estaven cedits a títol gratuït; 3 tenien dues cambres, 16 en tenien tres, 21 en tenien quatre i 33 en tenien cinc o més. 55 habitatges disposaven pel capbaix d'una plaça de pàrquing. A 37 habitatges hi havia un automòbil i a 27 n'hi havia dos o més.

### Piràmide de població
La piràmide de població per edats i sexe el 2009 era:
| Homes | Edats   | Dones |
| ----- | ------- | ----- |
| 0     | 95 o +  | 0     |
| 0     | 90 a 94 | 0     |
| 4     | 85 a 89 | 12    |
| 4     | 80 a 84 | 4     |
| 8     | 75 a 79 | 4     |
| 4     | 70 a 74 | 12    |
| 12    | 65 a 69 | 0     |
| 4     | 60 a 64 | 12    |
| 0     | 55 a 59 | 0     |
| 12    | 50 a 54 | 8     |
| 0     | 45 a 49 | 8     |
| 0     | 40 a 44 | 0     |
| 4     | 35 a 39 | 0     |
| 8     | 30 a 34 | 8     |
| 0     | 25 a 29 | 4     |
| 0     | 20 a 24 | 0     |
| 0     | 15 a 19 | 0     |
| 4     | 10 a 14 | 4     |
| 0     | 5 a 9   | 8     |
| 4     | 0 a 4   | 0     |

## Economia
El 2007 la població en edat de treballar era de 79 persones, 56 eren actives i 23 eren inactives. De les 56 persones actives 51 estaven ocupades (28 homes i 23 dones) i 5 estaven aturades (1 home i 4 dones). De les 23 persones inactives 12 estaven jubilades, 4 estaven estudiant i 7 estaven classificades com a «altres inactius».

### Ingressos
El 2009 a Saint-Martin-de-Lamps hi havia 74 unitats fiscals que integraven 161 persones, la mediana anual d'ingressos fiscals per persona era de 16.331 €.

### Activitats econòmiques
Dels 11 establiments que hi havia el 2007, 1 era d'una empresa de fabricació d'altres productes industrials, 3 d'empreses de comerç i reparació d'automòbils, 1 d'una empresa de transport, 1 d'una empresa d'hostatgeria i restauració, 1 d'una empresa immobiliària, 3 d'empreses de serveis i 1 d'una entitat de l'administració pública.
L'únic servei als particulars que hi havia el 2009 era un restaurant.
L'any 2000 a Saint-Martin-de-Lamps hi havia 13 explotacions agrícoles que ocupaven un total de 1.269 hectàrees.

## Poblacions més properes
El següent diagrama mostra les poblacions més properes.